# 短尖楼梯草
短尖楼梯草（学名：Elatostema breviacuminatum）为荨麻科楼梯草属的植物，是中国的特有植物。分布在中国大陆的云南等地，生长于海拔750米的地区，多生长于山谷林中，目前尚未由人工引种栽培。